# Мерзифон
Мерзифон, також Мерзіфон (вірм. Մարզուան, трансліт. Марзван; середньоперське:  Merzban;  дав.-гр. Μερσυφὼν, трансліт. Mersyphòn або Μερζιφούντα) — місто в провінції Амасья в центральному Чорноморському регіоні Туреччини. Воно є центром округу Мерзифон. Його населення становить 61 376 осіб (2021). Мер — Алп Каргі (РНП).
Сучасний Мерзифон — типове велике, але тихе анатолійське місто зі школами, лікарнями, судами та іншою важливою інфраструктурою, але малою кількістю культурних зручностей. Поруч є велика авіабаза.
Через Мерзифон проходить автошлях E80 — транс'європейська автомагістраль класу А. З'єднує місто Лісабон, Португалія з містом Гюрбулак, Туреччина, на кордоні з Іраном.